# Вишняк, Роман Соломонович
Рома́н Вишня́к (19 августа 1897 года — 22 января 1990 года) — русский и американский фотограф. Известен в первую очередь благодаря своим фотографиям, запечатлевшим жизнь евреев Центральной и Восточной Европы до Холокоста. Полный архив его работ хранится в Международном центре фотографии в Нью-Йорке.
Роман Вишняк был исключительно многогранной личностью: фотографом, биологом, коллекционером, преподавателем истории искусств. Он внёс значительный вклад в развитие микрофотографии и техники замедленной киносъёмки. Кроме того, Вишняк всегда интересовался историей, в особенности историей еврейского народа. Он помнил о своих еврейских корнях и был убеждённым сионистом.
Международное признание Роману Вишняку принесли фотографии довоенного быта еврейских местечек, портреты известных личностей, а также изображения, связанные с микробиологией. В 1983 году была опубликована его книга «Исчезнувший мир», ставшая одним из первых фотодокументов, посвящённых еврейской культуре Восточной Европы 1930-х годов. Для творчества Романа Вишняка характерны гуманизм, бережное и трепетное отношение к окружающему миру.

## Биография
Роман Вишняк родился в городе Павловске близ Санкт-Петербурга, в состоятельной еврейской семье. Его отец, Соломон Вишняк, занимался производством зонтов, а мать, Маня Вишняк, была дочерью богатого торговца бриллиантами. У Романа была также сестра Катя. Семья Вишняков была одной из относительно немногочисленных еврейских семей, имевших право жить за чертой оседлости, поэтому долгое время Вишняки жили в Москве, а летние месяцы проводили на даче под Москвой.
В детстве Роман Вишняк интересовался, помимо фотографии, также и биологией, поэтому его комната была заполнена растениями, насекомыми и животными. В семь лет, на свой день рождения, он получил в подарок от бабушки микроскоп. К микроскопу Роман подключил фотокамеру, что дало ему возможность снимать, например, мышцы ног таракана в 150-кратном увеличении. Будущий фотограф постоянно использовал микроскоп, создавая с его помощью фотографии мёртвых насекомых, пыльцы растений, простейших организмов и т. д.
До десяти лет Роман обучался на дому. С десяти до семнадцати лет он учился в частной школе, которую окончил с золотой медалью. В 1914 году Роман Вишняк поступил в университет Шанявского в Москве, где изучал зоологию и медицину и был ассистентом преподавателя биологии. Во время обучения в аспирантуре он сотрудничал с известным биологом Николаем Кольцовым, изучая особенности развития аксолотлей. Хотя эксперименты оказались успешными, революция 1917 года помешала Вишняку опубликовать результаты своих исследований.

### Берлин
В 1918 году семья Романа Вишняка эмигрировала сперва в Ригу, а затем в Берлин из-за антисемитизма, усилившегося после революции. Вскоре после переезда он женится на Луте Багг. В этом браке родятся двое детей: Мара и Вольф. Роман Вишняк содержал семью, работая на разных должностях, а в свободное время изучал искусство Дальнего Востока в Берлинском университете имени Гумбольдта. Кроме того, Вишняк проводил исследования в области эндокринологии и оптики, а также продолжал заниматься фотографией. В Берлине он становится членом Саламандр-клуба, где читает лекции о реализме в искусстве.
В 1930-х гг., в период усиления антисемитских настроений в Германии, еврейская благотворительная организация «Джойнт» включает Вишняка в состав экспедиции по Восточной Европе, имевшей целью сбор средств для помощи бедным еврейским общинам. В течение четырёх лет он объезжает Европу с камерой в руках, фотографируя евреев и еврейские поселения в горах, в сельской местности и в городских кварталах. Общее количество созданных им за это время фотографий достигает 16000.
В 1939 году жена и дети Вишняка переезжают в Швецию, к родителям Луты, дабы избежать опасности, грозившей им в нацистской Германии. Тем временем сам Роман Вишняк навещает родителей в Ницце.
Летом 1940 года Вишняк отправляется в Париж, где его арестовывает полиция маршала Петена. Причиной ареста стали проблемы с гражданством: на тот момент Вишняк числился по документам гражданином Латвии, однако Латвия вошла в состав СССР, и Вишняк оказался «лицом без гражданства». Он был помещён в концентрационный лагерь в департаменте Эндр и Луара и освобождён три месяца спустя благодаря стараниям жены и помощи «Джойнта». Вишняку удалось получить визу, которая позволила ему эмигрировать вместе с семьёй в США (через Лиссабон). Родители Вишняка остались во Франции: отец пережил войну; мать умерла от рака в 1941 году в Ницце.

### Нью-Йорк
В 1940 году семья Вишняка прибыла из Лиссабона в Нью-Йорк. В течение долгого времени Роман Вишняк безуспешно искал работу. Впоследствии он признается: « Для меня это было время смятения и страха». Вишняк знал несколько иностранных языков — немецкий, русский, идиш — но по-английски не говорил, что вызывало дополнительные трудности. Несколько иностранных клиентов заказывают Вишняку свои портреты, но в целом дела идут плохо. Однако именно в этот сложный период Вишняк создаёт одну из своих самых знаменитых фотографий — портрет Альберта Эйнштейна. Ему удалось сфотографировать Эйнштейна за работой в его собственном доме в Принстоне (штат Нью-Джерси). Позднее Эйнштейн назовёт этот снимок своим любимым. 
В 1946 году Роман Вишняк разводится со своей женой Лутой. В следующем году он женится на Эдит Эрнст. Несколько лет спустя он оставляет жанр фотопортрета и возвращается к микрофотографии.
Живя в Соединённых Штатах, Роман Вишняк всячески пытается привлечь внимание к бедственному положению евреев Восточной Европы. В 1943 году его работы выставляются в Колумбийском университете, и он посылает приглашение на выставку Элеоноре Рузвельт, которая в то время была первой леди страны. Однако она не пришла. Он также послал несколько фотографий президенту, но в ответ получил лишь вежливое благодарственное письмо.
Из 16 000 фотографий, сделанных в странах Восточной Европы, в Америку удалось привезти лишь 2000. Часть негативов привезли, тщательно пряча, сам Роман Вишняк и его семья; остальные были вывезены друзьями через Кубу.

### Поздняя жизнь

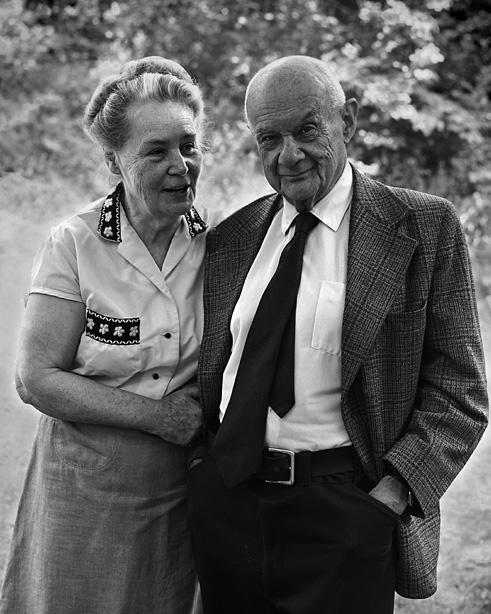
Роман и Эдит Вишняк, 1977 г.

Даже в пожилом возрасте Роман Вишняк продолжал вести активную жизнь. В 1957 г. он стал научным сотрудником Медицинского колледжа имени Альберта Эйнштейна, а с 1961 г. преподавал в нём биологию. В 1970-80 гг. Вишняк читал лекции по философии и фотографии в Институте Пратта. Кроме того, он сотрудничал с Городским университетом Нью-Йорка и с Университетом Кейс Вестерн резерв.
За свою жизнь Роман Вишняк участвовал в создании многих художественных и документальных фильмов, самым известным из которых стал научно-популярный сериал «Живая биология». Он состоял из семи фильмов: о клеточной биологии, органах и системах органов, эмбриологии, эволюции, генетики, экологии, ботаники, животного мира и мира микроорганизмов. Сериал финансировался за счёт гранта Национального научного фонда.

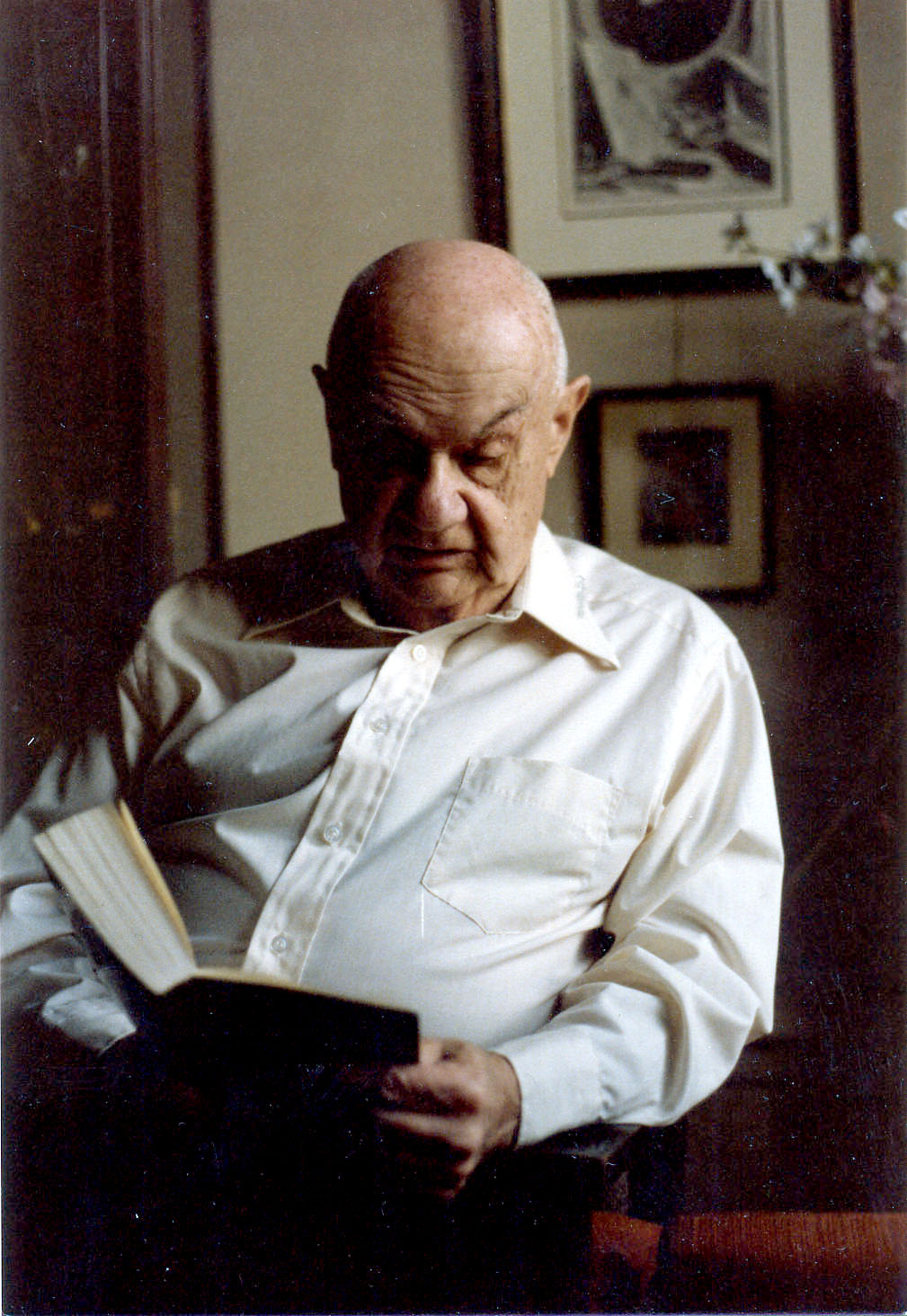
Вишняк, 1981 г.

Роман Вишняк получил звание почётного доктора Школы дизайна Род-Айленда, Колумбийского колледжа искусств и Калифорнийского колледжа искусств.
Он умер 22 января 1990 года от колоректального рака.
Дочь Романа Вишняка, Мара Шиф (род. 1926), стала женой известного физика-теоретика, лауреата Нобелевской премии Вальтера Кона. Его сын — микробиолог Вольф (Владимир) Вишняк (1922—1973), внук — астрофизик Этан Вишняк (род. 1955), известный по феномену Vishniac instability.

## Работы

### Центральная и Восточная Европа
Широкую известность Вишняку принесли драматические фотографии жизни бедных евреев в городах Восточной Европы. Впервые ему было поручено сделать эти фотографии для Американского еврейского объединённого распределительного комитета в рамках сбора средств, но для Вишняка эта работа оказалась выше формального интереса. Он ездил из Берлина в трущобы России, Польши, Румынии, Чехословакии и Литвы и обратно в течение многих лет после окончания работы в комитете.
Во время поездок по Европе, Вишняк выдавал себя за торговца тканями, ища, по возможности, помощи и подкупая тех, кто брал его в путь. Во время путешествий по Восточной Европе (1935—1939), его часто арестовывала полиция за его фотографии, а иногда обвиняя в шпионаже. Позднее он опубликовал свои работы в Колумбийском университете, Еврейском музее, Международном центре фотографии и других подобных учреждениях, что сделало его популярным. Книга «Исчезнувший мир» тесно связана с Романом Вишняком и его фотографиями из Восточной Европы.
Вишняк сделал 16000 фото за этот период. Однако достоверность этих фактов оспаривается. Для того чтобы добраться до маленьких деревень в этих горах, он должен был нести тяжелое оборудование (Leica, Rolleiflex, видеокамеры, штативы и т. д.), 52 килограмма, по его оценке, на спине, по крутым дорогам. Вишняк сфотографировал тысячи бедных евреев на плёнку, «[…] сохранить — в фотографиях, по крайней мере — мир, что может вскоре прекратить своё существование».
После смерти Романа, большое количество фотографий было обнаружено и выставлено в Берлине. Их негативы были обнаружены в конце рулонов плёнки, которая использовалась им в научной деятельности.